# Spalacopsis variegata
Spalacopsis variegata là một loài bọ cánh cứng trong họ Cerambycidae.